# 이시구로촌 (도야마현)
이시구로촌(石黒村)은 도야마현 니시토나미군에 있던 촌이다.

## 역사
- 1889년 4월 1일 - 정촌제 시행에 의해  도나미군 이시구로촌이 성립하였다.
- 1896년 4월 1일 - 군 개편에 의해 도나미군이 분할해 니시토나미군이 성립에 의해 니시토나미군에 속하게 되었다.
- 1952년 5월 1일 - 히가시토나미군 기타야마다촌, 야마다촌, 니시토나미군 후쿠미쓰정·이시구로촌·니시후토미촌·히로세촌·히로세타치촌·후토미야마촌·히가시후토미촌·요시에촌

## 인구
1915년 말 이시구로의 인구는 1530명이였다.

## 참고문헌
- 大日本篤農家名鑑編纂所編『大日本篤農家名鑑』大日本篤農家名鑑編纂所、1910年。
- 『富山県戸口職業統計 大正4年12月31日現在』富山県、1916年。
- 高崎雅雄編『大日本医師名簿』光明社、1925年。
- 富山県西砺波郡編『富山県西砺波郡紀要』国書刊行会、1983年。
- 『市町村名変遷辞典』東京堂出版、1990年。